# Elijahu Golomb
Elijahu Golomb (hebrejsky: אליהו גולומב,‎ 2. března 1893, Vaukavysk – 11. června 1945, Tel Aviv) byl jedním ze zakladatelů a vůdců židovské podzemní vojenské organizace Hagana a hlavní architekt židovských obranných struktur v britské mandátní Palestině. Stál též u zrodu politické strany Achdut ha-avoda a odborového svazu Histadrut.

## Život
Narodil se ve městě Vaukavysk v Ruském impériu (dnešní Bělorusko) a v šestnácti letech podnikl aliju do Palestiny, která v té době byla součástí Osmanské říše. Po dokončení studií na gymnáziu Herzlija v Tel Avivu odešel pracovat do kibucu Deganja Alef. Po smrti otce v roce 1914 se však musel vrátit do Jaffy, aby se staral o rodinný mlýn. Oženil se s Adou Šertokovou, sestrou Moše Šertoka (Šareta), jeho spolužáka z gymnázia Herzlija a pozdějšího izraelského premiéra. Společně měli tři děti.
Po vypuknutí první světové války mu bylo úřady nařízeno, aby mlýn provozoval pro potřeby osmanské armády i o šabatu. Když odmítl, byl z rozkazu guvernéra Jaffy veřejně zbičován. Pro hlubokou nenávist, kterou vůči Osmanům pociťoval, byl proti tomu, aby Židé bojovali v osmanské armádě a prosazoval vznik nezávislých židovských ozbrojených sil. V roce 1918 (podle jiných zdrojů 1917) vstoupil do Židovské legie, což byla sionistická armádní jednotka složená z dobrovolníků, která bojovala po boku britské armády za vyhnání Osmanské říše z Palestiny, a snažil se pro ni získat co nejvíce dobrovolníků. Doufal, že se z Židovské legie stane základ oficiální židovské armády. Byl jedním ze zakladatelů politické strany Achdut ha-avoda a po demobilizaci v roce 1920 se stal členem výboru odborového svazu Histadrutu, který plánoval vznik židovské vojenské organizace Hagana. Téhož roku se zapojil do posílání pomoci obráncům vesnice Tel Chaj.
Sehrál zásadní roli ve vytvoření židovských obranných sil a zastával názor, že všichni Židé žijící v Palestině by měli bránit sionistické cíle. Židovská armáda tak dle něj měla být všelidová a nikoliv pouze závisející na malé elitní skupině. Byl zakládajícím členem Hagany a měl na starosti nákup zbraní pro její příslušníky. Od roku 1922 za tímto účelem cestoval po světě, do roku 1924 rovněž organizoval programy pro židovskou mládež v Evropě. Podílel se taktéž na organizování a financování židovské imigrace do mandátní Palestiny, která byla omezena britskou politikou MacDonaldovy bílé knihy. V letech 1920 až 1930 byl členem ústřední komise Hagany a od roku 1931 až do své smrti byl členem jejího nejvyššího vedení.

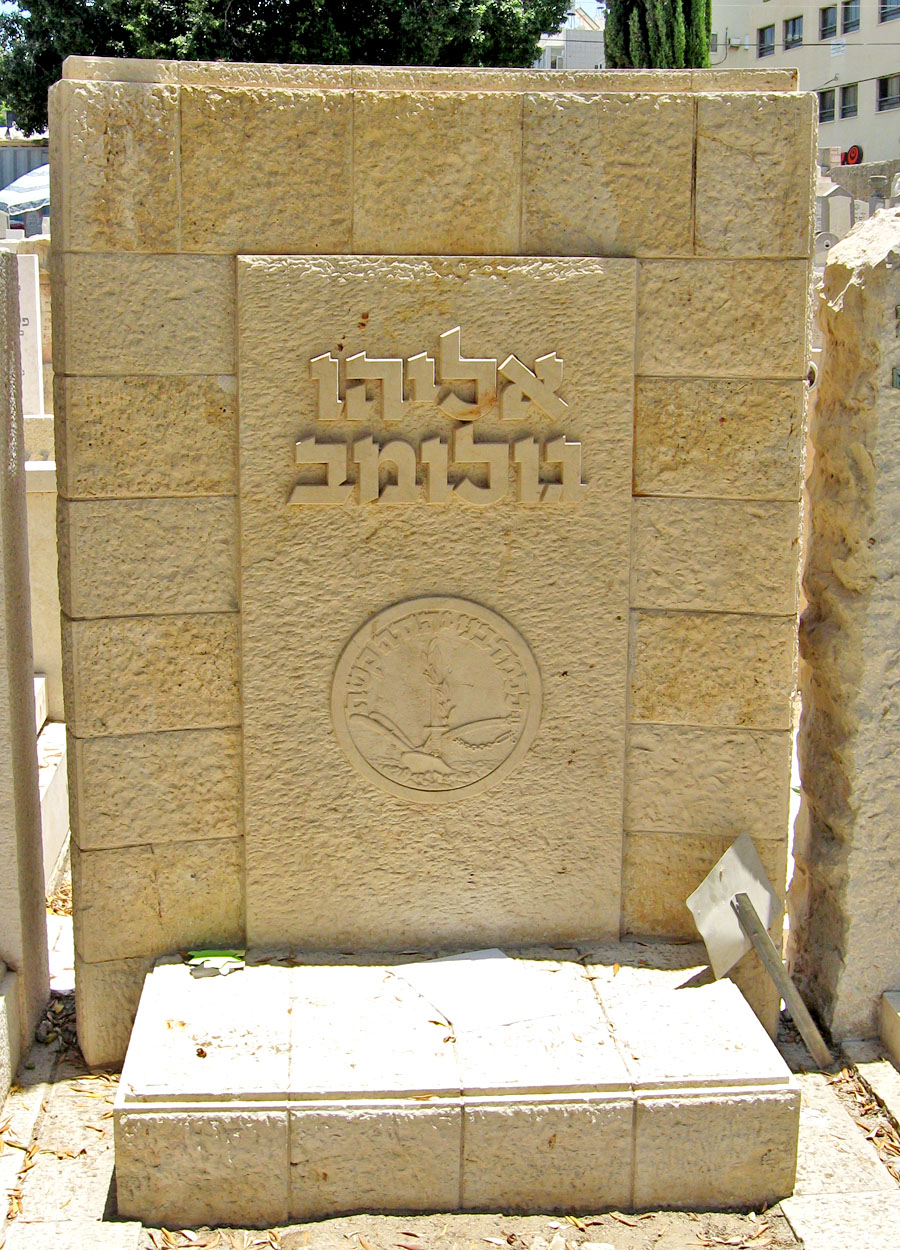
Golombův hrob na Trumpeldorově hřbitově

Stavěl se proti existenci samostatně působících radikálních revizionistických skupin, jako byl Irgun a Lechi, a nesouhlasil s jejich nahodilými útoky proti arabskému obyvatelstvu. Během arabského povstání v Palestině v letech 1936 až 1939 zastával strategii zdrženlivosti, známou jako havlaga, jejíž hlavní myšlenkou byla obrana a zdržení se odvetných útoků proti arabským civilistům. Zároveň však byl iniciátorem vzniku elitních úderných jednotek Plugot Sade (zkráceně Foš), které konfrontovaly arabské útočníky. Společně s Berlem Kacnelsonem a Chajimem Arlozorovem strávil mnoho času přesvědčováním Ze'eva Žabotinského a jeho revizionistického hnutí ke sjednocení židovských obranných snah a přivedení revizionistických skupin Irgun a Lechi pod jednotné velení Hagany.
Během druhé světové války podporoval službu Židů v britských ozbrojených silách, zároveň však měl na paměti, že v budoucnu bude nezbytné zbavit se britské správy nad Palestinou. Stal se jedním ze zakladatelů elitních úderných jednotek Hagany, známých jako Palmach.
Zemřel 11. června 1945 ve věku 52 let a byl pohřben na Trumpeldorově hřbitově v Tel Avivu. Jeho někdejší dům na Rothschildově bulváru v Tel Avivu byl později přeměněn na muzeum Hagany, známé jako Bejt Elijahu (doslova „Dům Elijahův“). Na jeho počest nese jeho jméno řada míst po celém Izraeli. Patří mezi ně například kibuc Nir Elijahu, telavivská čtvrť Jad Elijahu a ulice v řadě měst (Tel Avivu, Haifě, Jeruzalémě, Ra'ananě). Golombův syn David zastával v letech 1968 až 1969 a následně 1977 až 1981 post poslance Knesetu.